# Крестец
Кресте́ц (лат. os sacrum, дословно «священная кость») — часть позвоночника наземных позвоночных, обеспечивающая его соединение с тазом. Расположена между поясничными и хвостовыми (у человека — копчиковыми) позвонками.
У современных земноводных в состав крестца входит 1 позвонок, у современных рептилий — 2, у млекопитающих — 1-2 истинно крестцовых позвонка срастаются с несколькими передними хвостовыми, у птиц — 2 истинно крестцовых позвонка срастаются не только с передними хвостовыми, но и со всеми поясничными и задними грудными (сложный крестец). У позвоночных, утративших задние конечности, крестец не выражен.
Крестец человека — это крупная треугольная кость из 5 срастающихся позвонков. Образует верхнюю заднюю часть полости таза, подобно клину располагаясь между двумя тазовыми костями. Верхней частью крестец соединяется с последним поясничным позвонком, нижней — с копчиком.

## Строение крестца человека

Крестец в скелете таза человека выделен красным

- Передняя (тазовая) поверхность (facies pelvica) вогнута — более в верхне-нижнем и менее в боковом направлениях. В средней части пересекается четырьмя идущими параллельно поперечными линиями, которые представляют собой места сращений пяти отдельных крестцовых позвонков. По обеим сторонам от этих линий располагаются передние крестцовые отверстия — по четыре с каждой стороны. Отверстия приблизительно круглой формы, направляются кпереди и вбок, а их диаметр уменьшается сверху вниз. Они пропускают передние ветви крестцовых нервов и боковые крестцовые артерии. Латеральнее этих отверстий располагаются боковые части крестца, каждая из которых образована пятью сегментами на ранних этапах жизни, а у взрослого сливается в единую структуру.
- Задняя поверхность (facies dorsalis) выпуклая и более узкая, чем передняя, шероховата. Несёт на себе пять параллельно идущих сверху вниз костных гребешков, которые образовались слиянием между собой остистых, поперечных и суставных отростков крестцовых позвонков. Средний, образованный остистыми отростками, крестцовый гребешок представлен четырьмя бугорками, которые и являются остаточными отростками. Иногда бугорки могут сливаться в один шероховатый гребешок.
- Боковые поверхности (pars lateralis) широкие в верхней части и суживаются книзу. Соединения с тазовым костями осуществляются с помощью большого количества связок и седловидных суставов Г-образной формы. Подвижность суставов обеспечивает наклоны крестца вперед и назад, а также торсии (наклон с вращением) при ходьбе. Малый объем движения и нагруженность крестцово-подвздошных сочленений часто приводит к неподвижности, в результате чего функция этих суставов переносится на тазобедренные суставы и на сочленение L5-S1, повышение нагрузки ведет к постепенному развитию коксартрозов и протрузии/грыже межпозвонкового диска.
- Основание крестца (basis ossis sacri) широкое и выступающее, обращено кверху и кпереди. Передний его край в месте соединения с V поясничным позвонком образует сильно выдающийся в полость таза выступ — мыс.
- Вершина крестца (apex ossis sacri) обращена книзу, представлена овальной суставной поверхностью для соединения с копчиком.
- Крестцовый канал (canalis sacralis) проходит по всей длине кости, имеет изогнутую форму, вверху расширен и имеет треугольную форму, внизу канал сужен, а его задняя стенка не заполнена. В канале проходят крестцовые нервы, которые выходят через передние и задние крестцовые отверстия.

## Соединения
- С V поясничным позвонком
- С копчиком
- С тазовыми костями с обеих сторон

Дорсальная поверхность крестца, facies dorsalis, выпукла в продольном направлении, уже передней и шероховата. На ней имеется пять рядом идущих сверху вниз костных гребней, образовавшихся в результате слияния между собой остистых, поперечных и суставных отростков крестцовых позвонков. Срединный крестцовый гребень, Crista sacralis mediana, образовался из слияния остистых отростков крестцовых позвонков и представлен четырьмя расположенными один над другим бугорками, иногда сливающимися в один шероховатый гребень.

## Половые различия

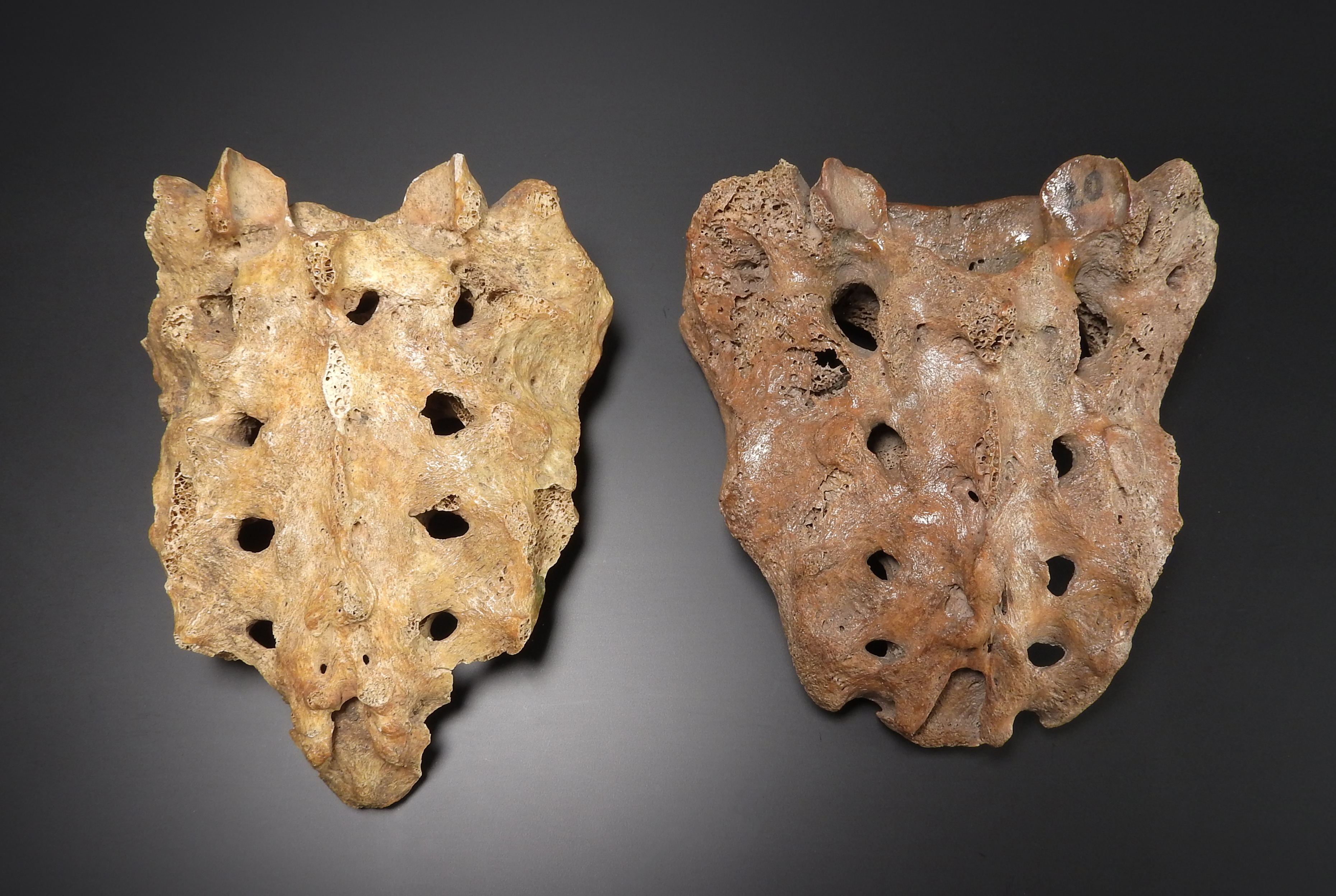
Фотографии задних (дорсальных) поверхностей костного анатомического препарата крестца мужчины (слева) и женщины (справа)

У женщин крестцовая кость короче, шире и менее изогнута, чем у мужчин.

## Изображения

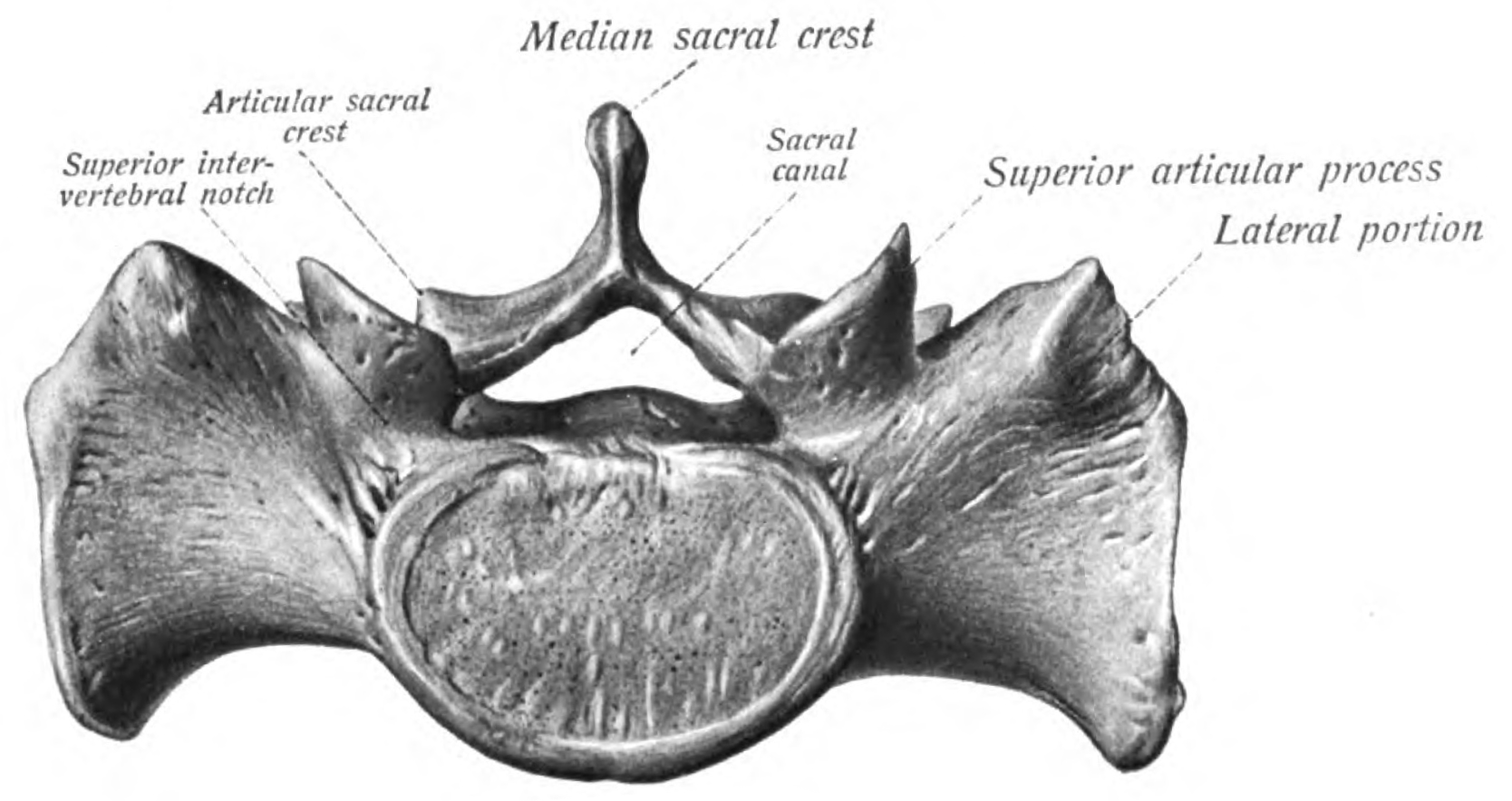
Крестцовый позвонок, вид сверху
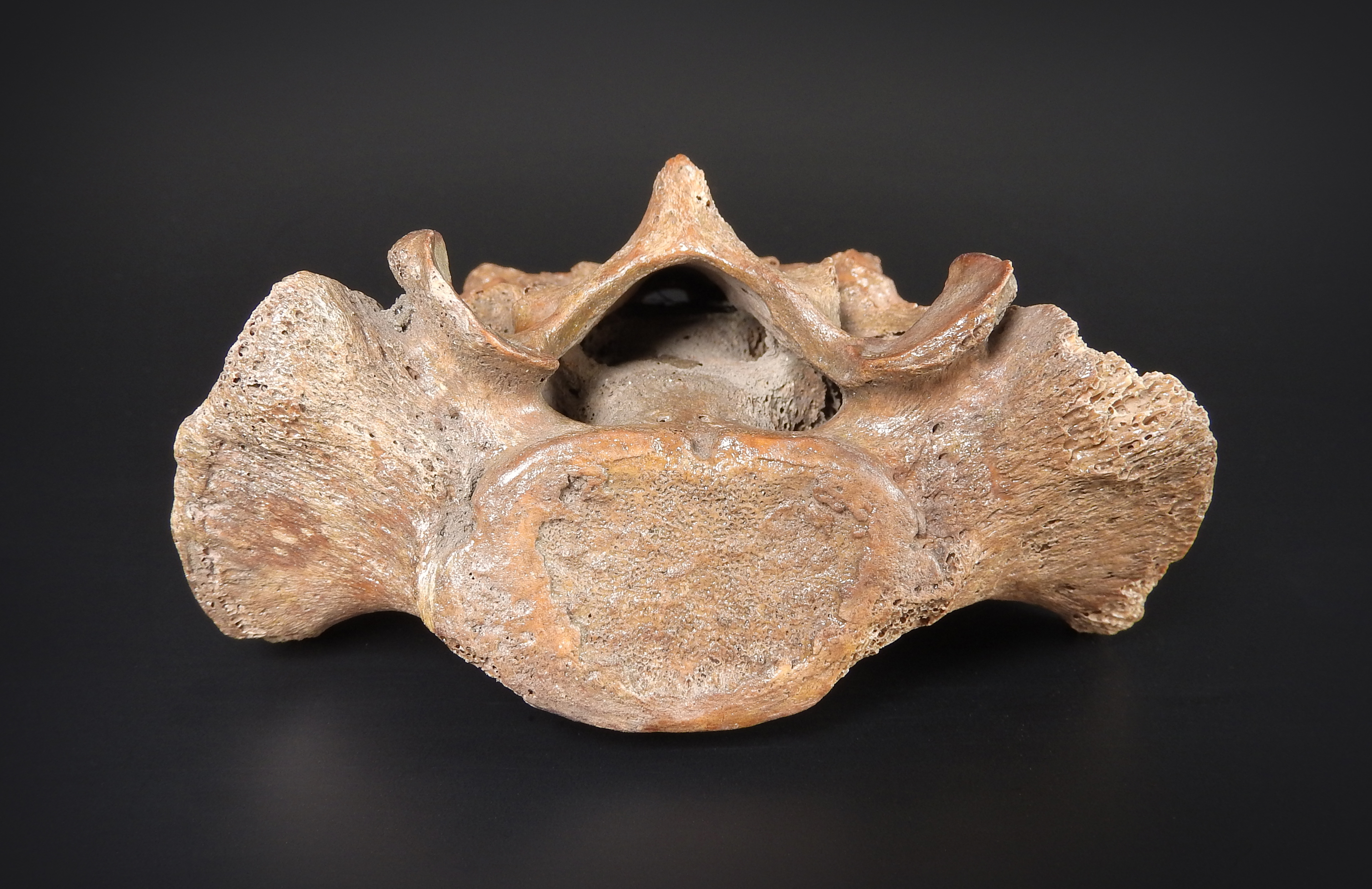
Фотография анатомического препарата крестца человека, вид сверху
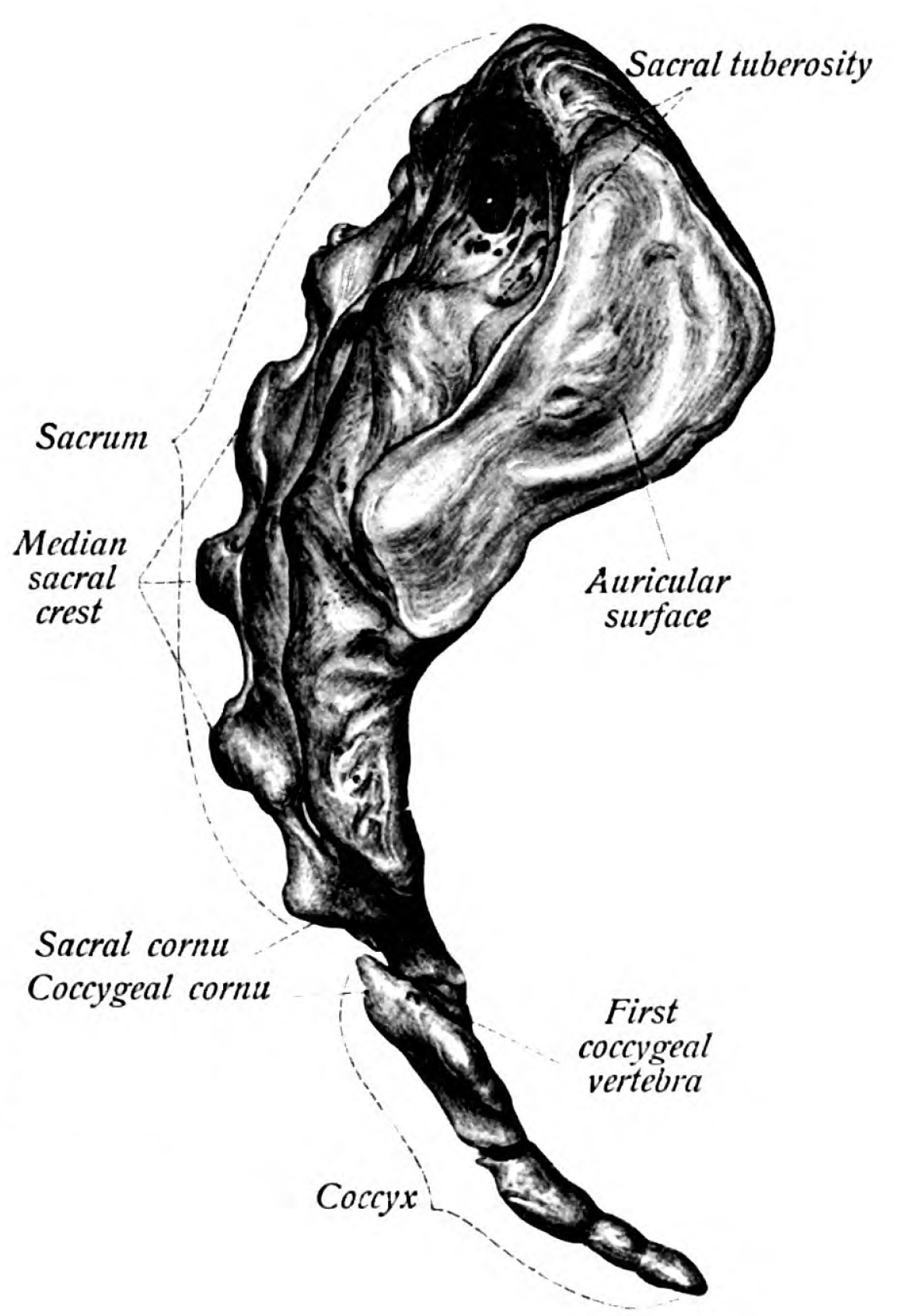
Правая ушковидная суставная поверхность крестца
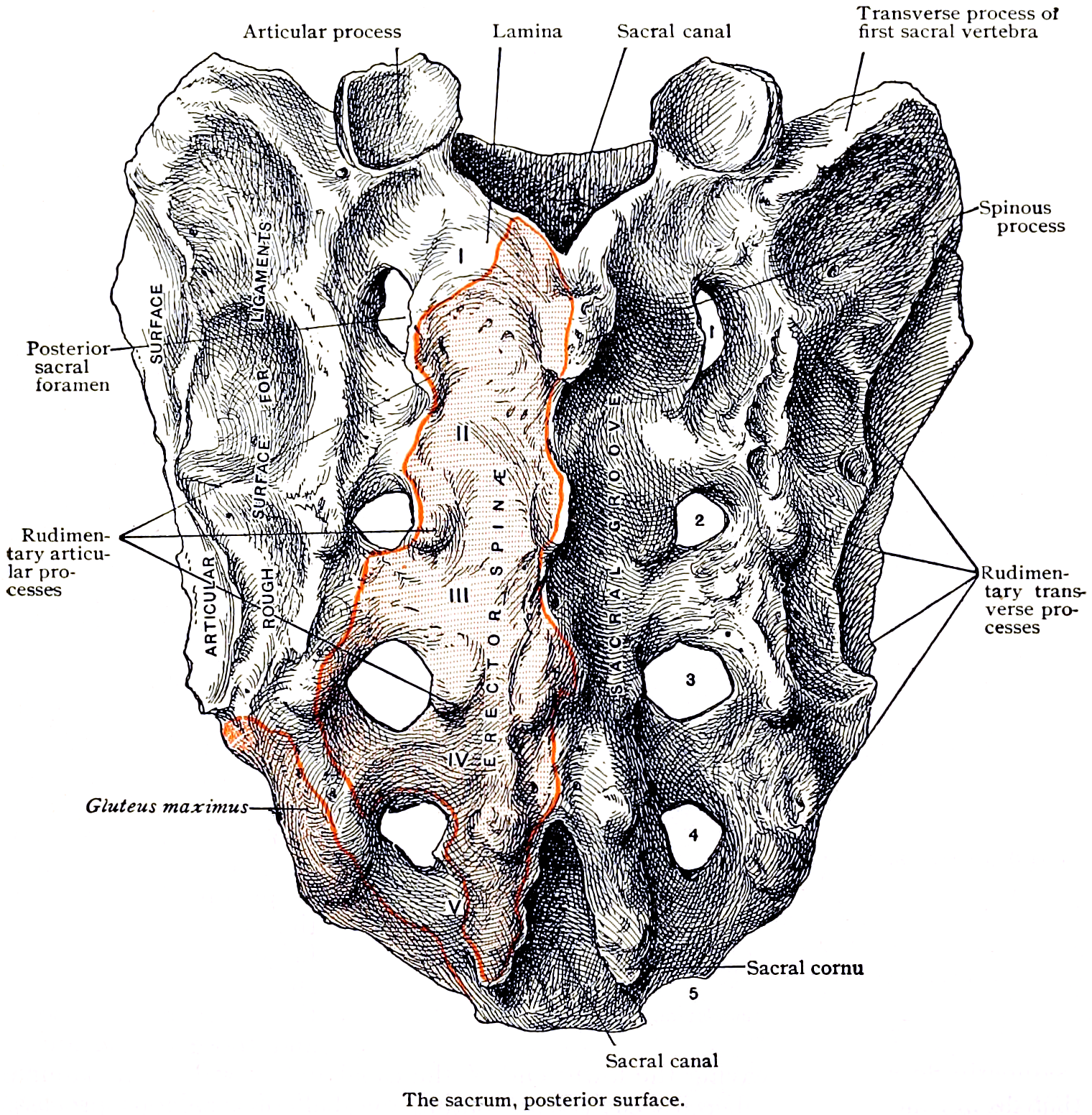
Крестец, задняя поверхность
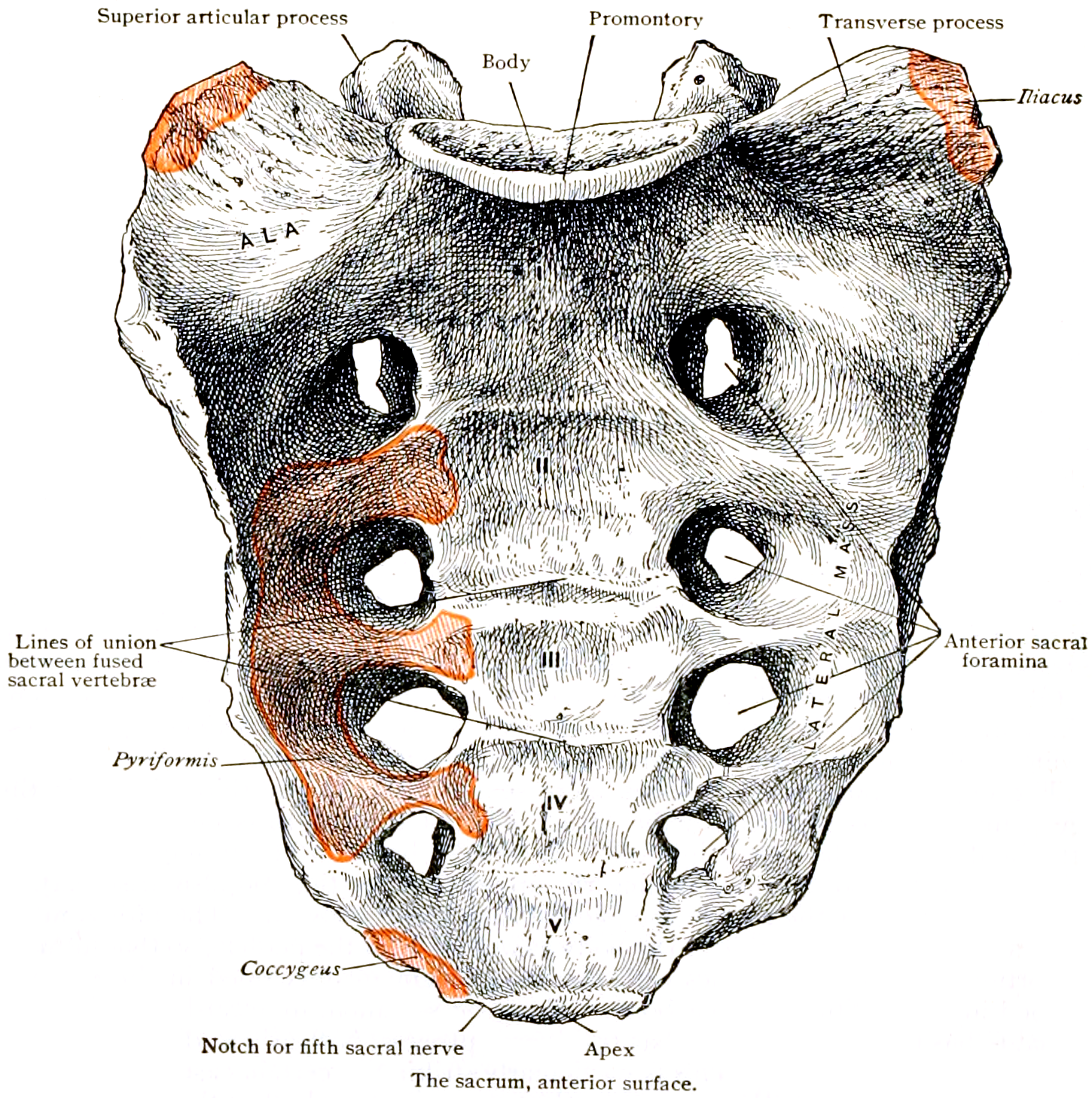
Крестец, передняя поверхность
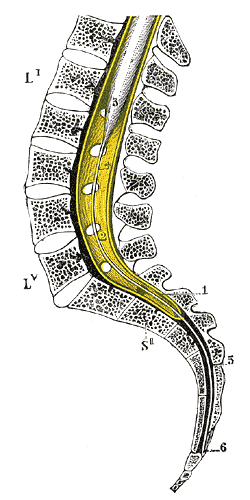
Строение крестцового канала на сагиттальном срезе (LV — V поясничный позвонок, 6 — окончание крестцового канала)
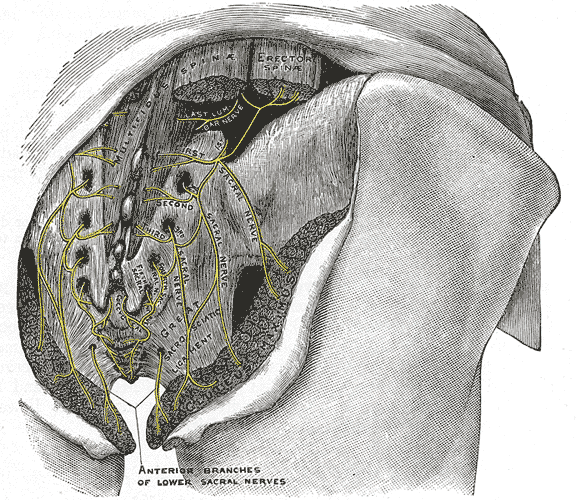
Нервные корешки на задней поверхности крестца
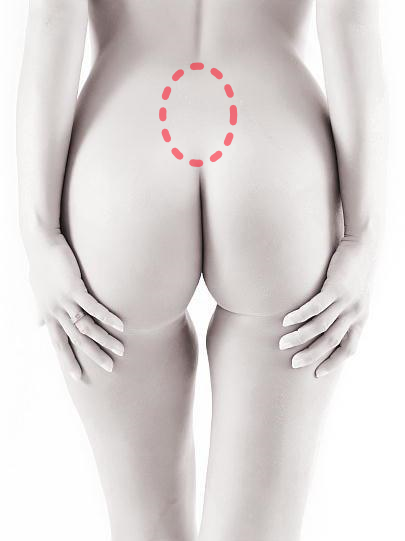
Проекция крестца на поверхности тела, вид со спины
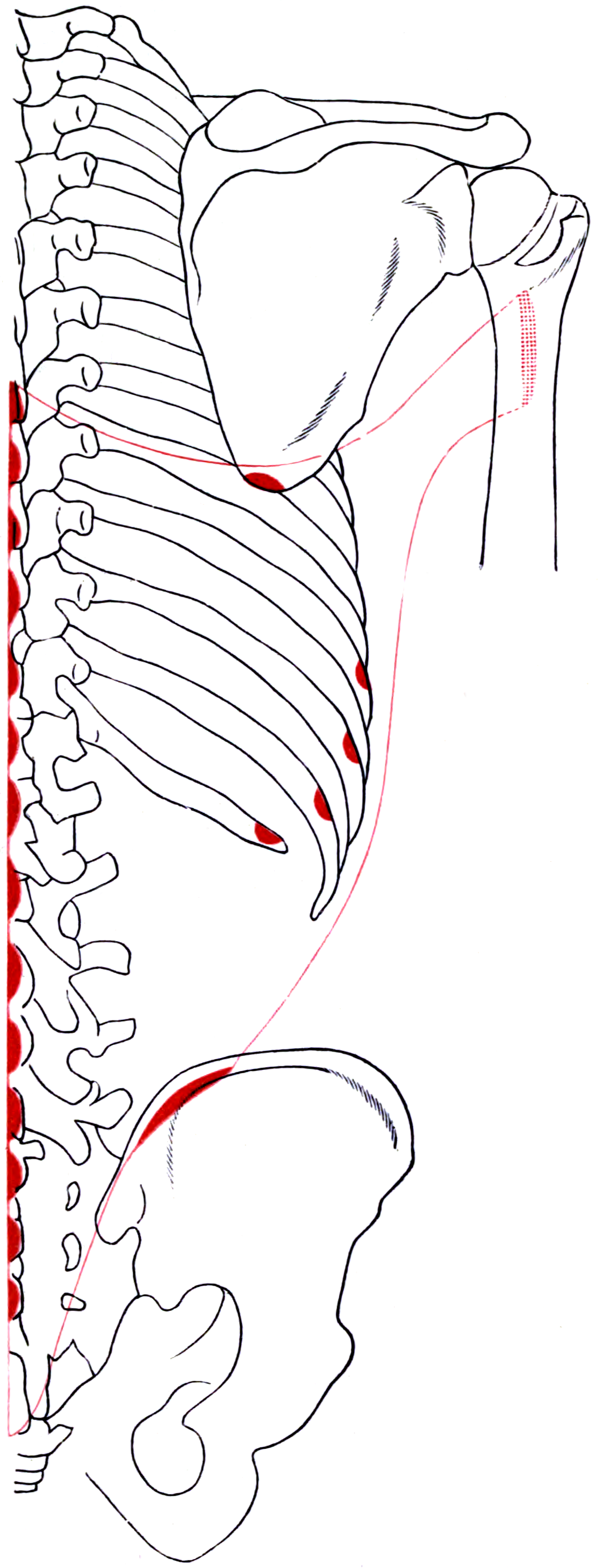
Места прикрепления и проекция расположения правой широчайшей мышцы спины
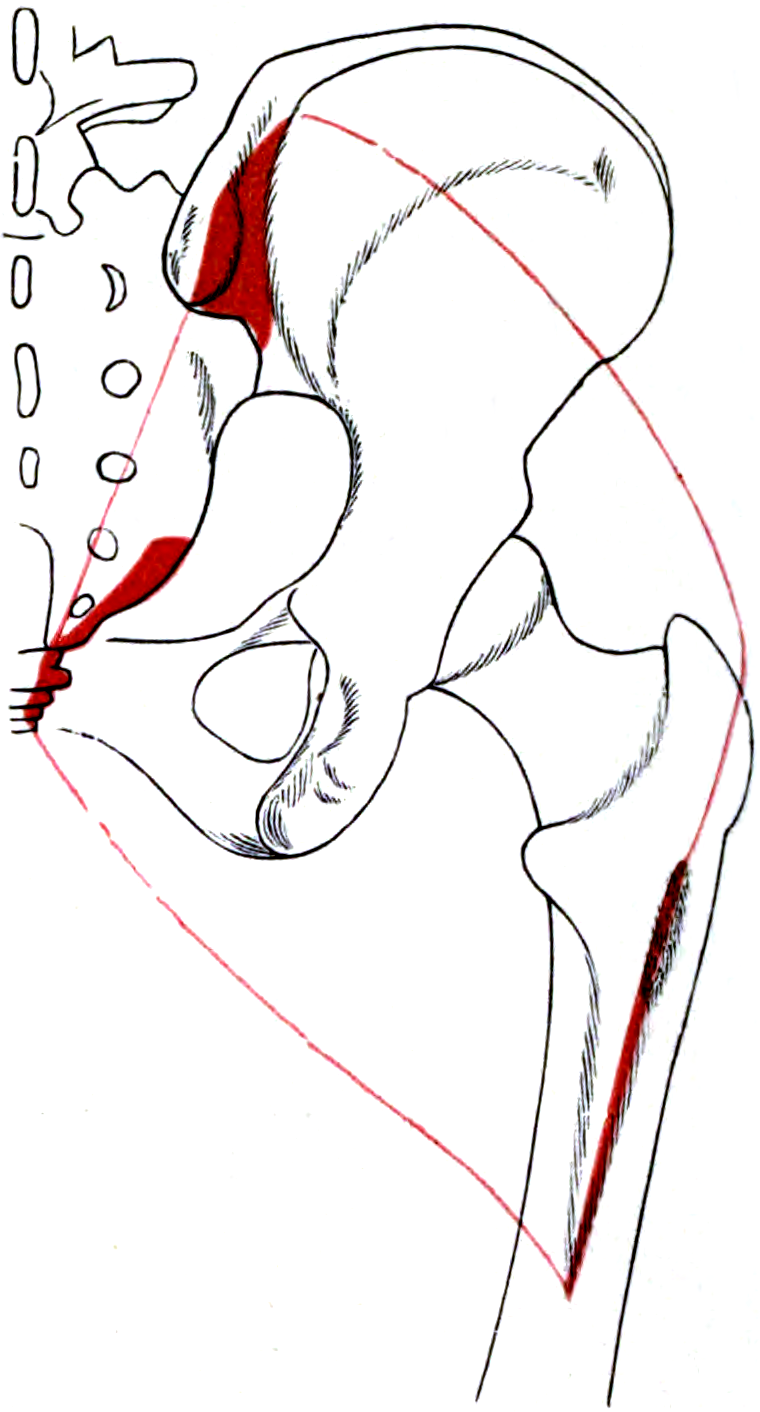
Места прикрепления и проекция расположения правой большой ягодичной мышцы
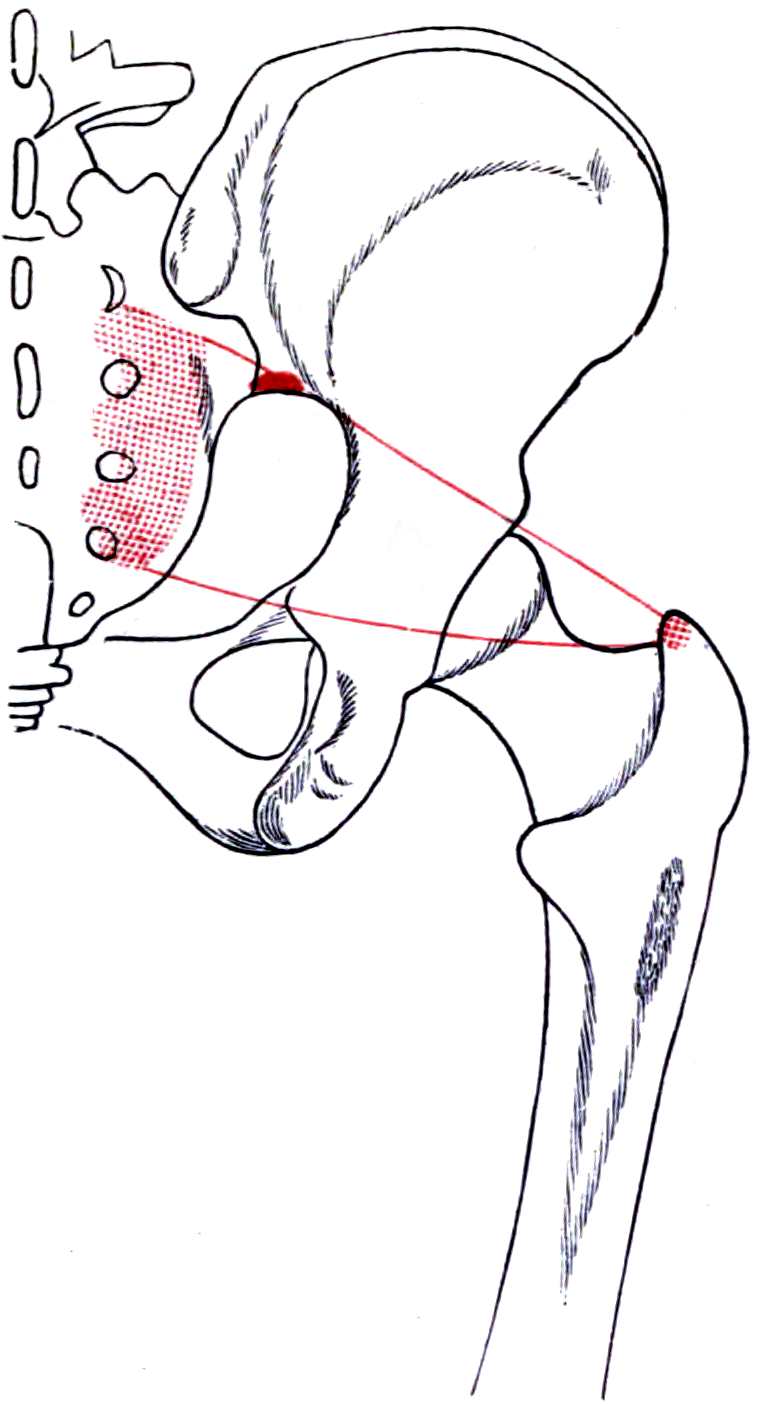
Места прикрепления и проекция расположения правой грушевидной мышцы
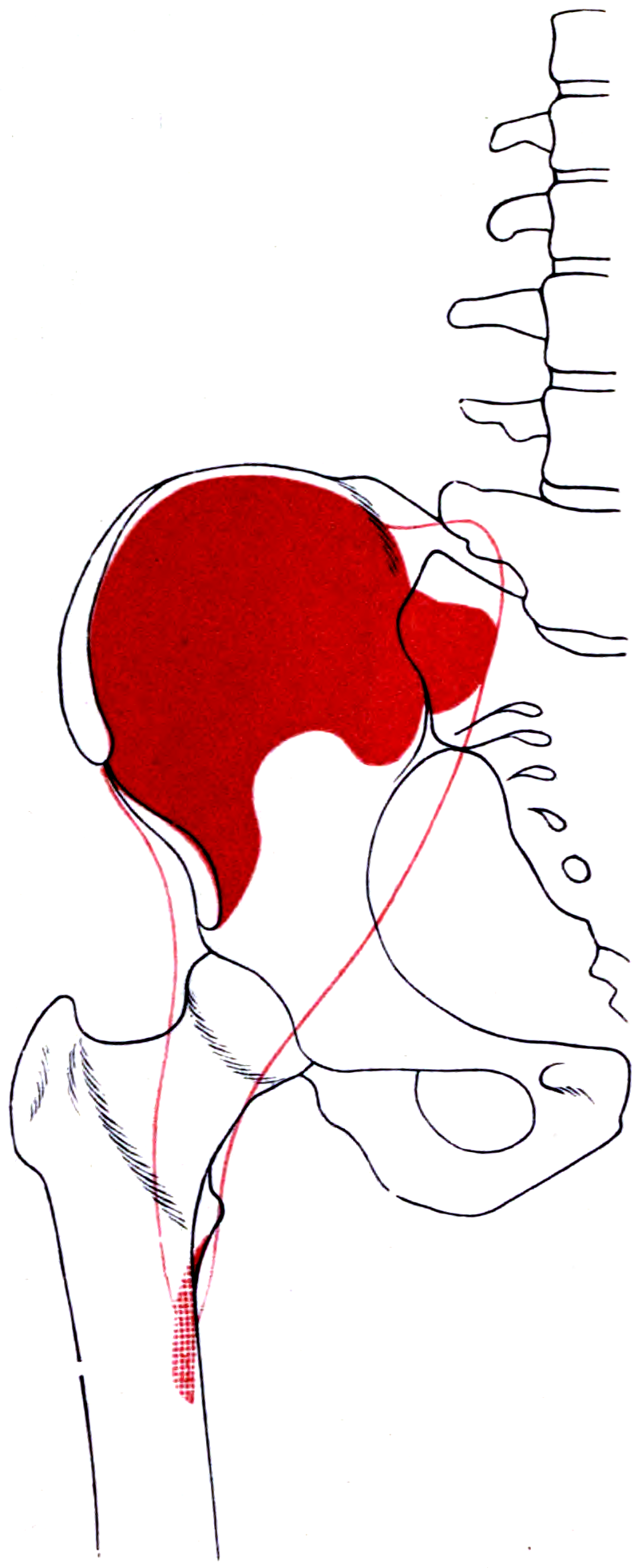
Места прикрепления и проекция расположения правой подвздошной мышцы

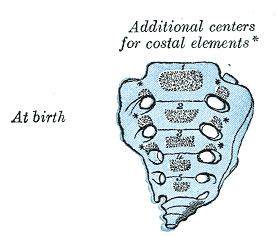
Крестец и копчик новорожденного (голубым отмечена хрящевая ткань)
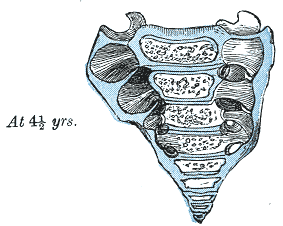
Крестец и копчик ребёнка 4,5 года
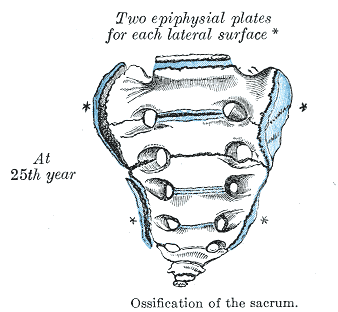
Крестец и копчик человека 25 лет
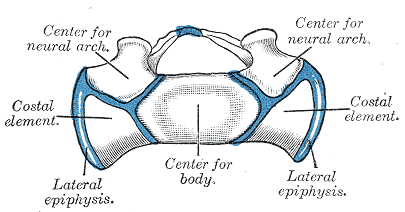
Не окостеневший окончательно крестцовый позвонок